# Shahrestān-e Ţārom
Shahrestān-e Ţārom (persiska: شهرستان طارِم, طارِم) är en delprovins (shahrestan) i Iran.   Den ligger i provinsen Zanjan, i den nordvästra delen av landet, 260 km nordväst om huvudstaden Teheran.
Delprovinsen hade 46 641 invånare 2016.